# Parosela laxiflora
Parosela laxiflora là một loài thực vật có hoa trong họ Đậu. Loài này được (Schltdl.) J.F. Macbr. mô tả khoa học đầu tiên năm 1922.